# La legge del padre
La legge del padre (Sins of the Father) è un film per la televisione del 1985 diretto da Peter Werner.
È un film drammatico statunitense con James Coburn, Ted Wass, Marion Ross e Glynnis O'Connor.

## Produzione
Il film, diretto da Peter Werner su una sceneggiatura di Jeff Leeds Cohn e Elizabeth Gill, fu prodotto da Jack Michon per la Fries Entertainment.

## Distribuzione
Il film fu trasmesso negli Stati Uniti il 13 gennaio 1985 con il titolo Sins of the Father sulla rete televisiva NBC.
Altre distribuzioni:
- in Finlandia (Isien pahat teot...)
- in Francia (L'engrenage)
- in Venezuela (Los pecados del padre)
- in Spagna (Pecados del padre)
- in Italia (La legge del padre)